# El profesor Layton y la villa misteriosa
El profesor Layton y la villa misteriosa (レイトン教授と不思議な町 Reiton-kyōju to Fushigi na Machi?) es un videojuego de puzles desarrollado por Level-5 y publicado por esta en Japón y por Nintendo en otros mercados para Nintendo DS. Es el primer episodio de la serie de videojuegos sobre el gran profesor Layton, seguido por El profesor Layton y la caja de Pandora.

## Historia
El juego comienza con un vídeo del profesor Layton y Luke en el Laytonmóvil. Layton le da a Luke una carta, contándole por qué se dirigen a Saint-Mystére.
El difunto barón Reinhold reveló en su testamento que, por algún lugar de la villa, se encuentra la fortuna familiar, la Manzana Dorada. Cualquier persona que encuentre el tesoro, es propietaria de todos los bienes del barón.
Los dos entran en la villa y se encuentran con que la mayoría de la población es aficionada a los puzles y enigmas, que tendrán que ir resolviendo en el juego. 
Al ir a la Mansión Reinhold para hablar con lady Dahlia, ocurre un estruendo y la gata de lady Dahlia, Claudia, se va corriendo.
Nuestro héroes deben ir a dar caza de la gata, la cual luego devuelven a su ama.
Comienza la investigación, la cual les hará rondar por todo el pueblo una y otra vez, buscando pistas y soluciones, hasta que llegan a una conclusión clara: la torre.
Intentar llegar a su interior no es fácil, hay que llegar hasta lo más profundo y subir muchos pisos para llegar al ático.
Durante su subida, en el sótano se encuentran a Shelley, el que les cuenta que todos los habitantes de pueblo son robots creados por él; fruto de una petición del barón antes de morir, para que su hija no se sintiera sola.
En él, Flora Reinhold, estará esperando a alguien. Hablarás con ella, hasta que Don Paolo, con su máquina voladora, empiece a intentar tirar la torre abajo.
Luego descubren que Flora era la Manzana Dorada y que la fortuna se encuentra en la Mansión Reinhold.

## Jugabilidad

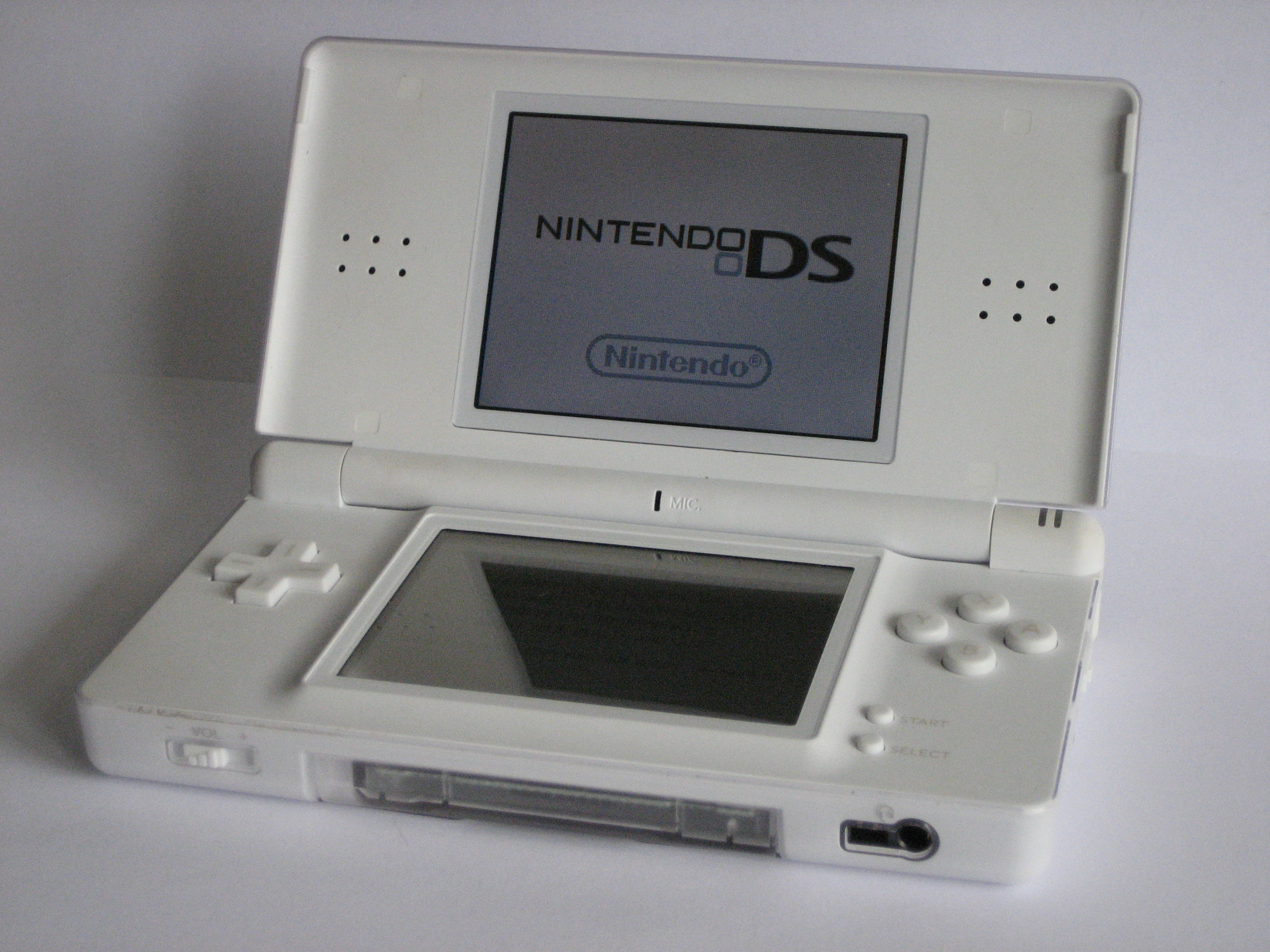
El juego es exclusivo para la Nintendo DS

El jugador se mete en la piel del profesor Layton y su joven ayudante, Luke Triton. El objetivo es explorar los distintos escenarios en busca de desafíos en forma de variados rompecabezas. Desde el principio del juego el jugador se encuentra con numerosos rompecabezas que pueden aparecer por cualquier parte, ya sea tocando un objeto o hablando con un personaje. Algunos de ellos forman parte de la trama principal del juego y otros, la mayoría, están situados de forma arbitraria, aunque invariable, a lo largo del juego.
En cada uno de los rompecabezas, el jugador debe leer el enunciado y resolver el enigma utilizando la pantalla táctil, ya sea seleccionando entre distintas opciones, dibujando, escribiendo la respuesta o interactuando con los objetos implicados. Los rompecabezas abarcan un muy variado abanico de estilos.
Al resolver con éxito un puzzle, el jugador gana "picarats" que son un tipo de puntos que al final del juego te permite acceder a contenidos extras o especiales.

## Capítulos
- Rumbo a la Mansión Reinhold
- La felina fugitiva
- El barquero desaparecido
- Al caer la noche
- Empieza la búsqueda
- El parque abandonado
- El intruso misterioso
- El secreto de la torre

## Personajes principales
- Profesor Layton
- Luke Triton
- Lady Dhalia
- Flora Reinhold
- Shelley
- Inspector Chelmey
- Don Paolo

## Misterios

### La Manzana Dorada
| Aparición  | Prólogo |
| Resolución | Epílogo |
| Misterio   | El difunto barón Reinhold ocultó este valioso objeto en Saint-Mystère justo antes de morir, y le ha comprometido la totalidad de su fortuna a quien la encuentre. Nadie tiene ni idea de qué es o dónde está. |

### Estruendo en la mansión
| Aparición  | Episodio 2 |
| Resolución | Epílogo |
| Misterio   | Cuando Luke y Layton iban a hablar con lady Dahlia sobre la carta y la Manzana Dorada, se oye un estruendo que hace huir asustada a la gata de lady Dahlia. |

### La palanca desaparecida
| Aparición  | Episodio 2 |
| Resolución | Episodio 9 |
| Misterio   | Alguien ha robado la manivela que controla el puente levadizo de la villa, el único lugar de entrada y salida del pueblo. Hasta que la manivela se recupera, no hay manera de dejar el pueblo. ¿Por qué alguien iba a robar la palanca? |

### Piezas
| Aparición  | Episodio 3 |
| Resolución | Episodio 9 |
| Misterio   | Las pequeñas piezas recuperadas de la escena del crimen de Henry son partes de robot, lo que significa que todos los habitantes son robots. |

### LadyDahlia
| Aparición  | Episodio 3 |
| Resolución | Episodio 9 |
| Misterio   | Se revela que lady Dahlia es un robot construido para parecerse y comportarse como la esposa del barón Reinhold. Junto a la tumba de la esposa que hay en los terrenos de la mansión, se encuentra un tributo del amor del barón hacia lady Violeta. |

## Banda sonora
| Layton Kyouju to Fushigi na Machi Original Soundtrack |                            |                           |          |  |
| N.º                                                   | Título                     | Versión                   | Duración |  |
| 1.                                                    | «Professor Layton's Theme» |                           | 2:10     |  |
| 2.                                                    | «The Curious Village»      |                           | 2:59     |  |
| 3.                                                    | «The Adventure Begins»     |                           | 0:29     |  |
| 4.                                                    | «About Town»               |                           | 3:10     |  |
| 5.                                                    | «Puzzles»                  |                           | 1:53     |  |
| 6.                                                    | «Reinhold Manor»           |                           | 2:44     |  |
| 7.                                                    | «The Plot Thickens!»       |                           | 2:10     |  |
| 8.                                                    | «Gant's Bar»               |                           | 1:45     |  |
| 9.                                                    | «The Mysterious Girl»      |                           | 3:56     |  |
| 10.                                                   | «Gloomy Basement»          |                           | 3:22     |  |
| 11.                                                   | «Ferris Wheel Park»        |                           | 2:46     |  |
| 12.                                                   | «Pursuit in the Night»     |                           | 2:27     |  |
| 13.                                                   | «The Veil of Night»        |                           | 3:55     |  |
| 14.                                                   | «Don Paolo's Theme»        |                           | 3:14     |  |
| 15.                                                   | «The Village Awakens»      |                           | 1:45     |  |
| 16.                                                   | «The Looming Tower»        |                           | 4:58     |  |
| 17.                                                   | «Memories of St. Mystere»  |                           | 3:07     |  |
| 18.                                                   | «The Girl Departs»         |                           | 1:31     |  |
| 19.                                                   | «End Theme»                |                           | 2:56     |  |
| 20.                                                   | «Professor Layton's Theme» | (versión en vivo)         | 3:36     |  |
| 21.                                                   | «The Veil of Night»        | (versión en vivo)         | 5:30     |  |
| 22.                                                   | «The Looming Tower»        | (versión en vivo)         | 4:42     |  |
| 23.                                                   | «End Theme»                | (versión en vivo)         | 2:51     |  |
| 24.                                                   | «About Town»               | (versión de alta calidad) | 3:16     |  |
| 25.                                                   | «Reinhold Manor»           | (versión de alta calidad) | 2:44     |  |
| 26.                                                   | «The Village Awakens»      | (versión de alta calidad) | 1:47     |  |
| 75:43                                                 |                            |                           |          |  |

## Recepción
El profesor Layton y la villa misteriosa recibió críticas generalmente positivas, aun así se comentó que en un momento dado el juego podría ser bastante repetitivo. Se elogió por su «concepto inteligente», y por la gran cantidad de puzles a resolver y desbloquear, así como su presentación fantástica. En 2007 en Japón vendió más de 700 000 unidades y fue el juego más vendido para la Nintendo DS en los Estados Unidos en las primeras tres semanas después de su lanzamiento. Después de ser reabastecido en el Reino Unido, las ventas del juego aumentaron un 54 %.

## Extras
En la sección «Extras», podrás acceder a contenidos que podrás desbloquear con picarats, la «moneda» del juego, que se puede conseguir resolviendo los más de 130 puzles que da esta maravillosa entrega de este juego si tienes el siguiente juego: «Puerta Secreta» El profesor Layton y la caja de Pandora, podrás acceder a un contenido secreto. Primero entra en Extras. Luego elige tu cuenta y pulsa en «La Puerta Secreta». Luego, en la misma consola que acabaste el juego accede al El profesor Layton y la caja de Pandora, a su respectiva «Puerta Secreta». Escribe el código que saldrá en la pantalla superior de la Nintendo DS y vuelve a acceder a la «Puerta Secreta» de Saint-Mystère. Escribe el código y podrás ver un regalo secreto para los fanes del profesor Layton. Durante ese regalo, en la misma pantalla superior saldrá un código. Ese será el que haya que colocar en la «Puerta Secreta» del videojuego El profesor Layton y la caja de Pandora. Ahí podrás acceder a un puzle que desvelará otro regalo de Hershel Layton.